# هوارد سبنسر
هوارد سبنسر (بالإنجليزية: Howard Spencer)‏ (23 أغسطس 1875 برمنغهام المملكة المتحدة - 1 يناير 1940 المملكة المتحدة) هو لاعب كرة قدم بريطاني.